# Wat’s Dyke
Wat’s Dyke ist ein über 60 km langer Wall in der walisisch-englischen Grenzregion Welsh Marches. Der Wall verläuft unter anderem an Oswestry vorbei.
Historiker einigten sich auf das 8. Jahrhundert als Entstehungszeitraum, doch verweisen C14-Messungen auf das 5. Jahrhundert.